# Mark Gonzales
Mark Gonzales (Huntington Park (Californië), 1 juni 1968) is een Amerikaanse skateboarder.

Hij wordt door velen beschouwd als een icoon in de geschiedenis van het skateboarden.
Hij was lid van het Blind team van 1988 tot 1990 en deed ook mee in de film Blind Video Days, die door vele pro's genoemd wordt als beste skateboardfilm ooit. Mark Gonzales is daarnaast al vele malen bekroond als de meest vrijgevochten, individualistische en innoverende skateboarder. Hij is voor velen een legende in het streetskateboarden.